# WDK
WDK es una banda argentina de rock, que mezcla diversos géneros como el ska, el punk, reggae entre otras, formada en 1998 en la localidad de Zárate, Provincia de Buenos Aires, Argentina.

## Miembros Fundadores
- Pablo: guitarra y voz
- Chucky: guitarra y voz
- Lucas: batería
- Nico: bajo

## Historia
Los WDK se inician en 1998 presentando sus primeras canciones en los clubes y bares de su ciudad y alrededores.
Al poco tiempo entran al estudio a grabar su primer EP llamado "WDK".
El disco refleja unas claras influencias de bandas de punk californiano como NOFX, Bad Religion, entre otros y los primeros intentos de hacer Reggae y Ska.
En 1999, ya habiendo sumado trombón y trompeta a la formación, graban su segundo disco "Sensación Pura". Una mezcla de ritmos punk y ska adornados con pegadizas melodías de vientos. Con nueva formación y nuevo disco, hacen sus primeras presentaciones en Buenos Aires y se meten rápidamente en la escena under argentina.
En 2001 editan "Cuentas Pendientes", tercer EP que además de nuevos temas, incluye grabaciones en vivo. La banda sigue tocando por todo el país, compartiendo escenarios con bandas como Kapanga, Árbol, Attaque 77, Cadena Perpetua, y El Otro Yo, banda con la que hacen una gira con once presentaciones en toda la costa Argentina.
En el 2002 forman parte del compilado Invasión 2002 y junto a bandas de ese compilado, hacen su primera gira por varias provincias de Argentina y también hacen una presentación en Santiago de Chile, con entradas agotadas. Vuelta a la Argentina, comparten escenario con la mítica banda mexicana Molotov (en la gira donde presentaron Dance, And Dense Denso) y luego entran a grabar su primer larga duración, titulado "Tu mejor dosis".
En el 2004 forman parte del Quilmes Rock, Festival que juntó a más de 30000 personas y que tuvo a The Offspring como cierre. También tocan con la banda española Ska-P en dos fechas a puro Ska Punk con gran apoyo y agite del público.
En el 2004 editan su segundo LP titulado "Argh!" donde patentan su marca registrada de ritmos ska y melodías de vientos pegadizos, sin perder la suciedad de las distorsiones y los ritmos acelerados. La producción artística estuvo a cargo de Miguel de Luna Campos (Kapanga) y tuvo varios músicos invitados tales como Edu Schmidt (Árbol) y Fernando Ricardi (Los Fabulosos Cadillacs). La edición de este LP incluyó el videoclip del tema La Muerte, primer corte del disco que fue presentado en varios programas de TV y radio.
Argh! fue presentado en el mítico Cemento de Buenos Aires con gran convocatoria.
En el 2007 fallece Nicolas Zanou alias "Niko DK", bajista y uno de los fundadores de la banda. Por dicho motivo la banda ofrece un homenaje que se registró con video y audio para luego salir con el nombre de "Homenaje a Niko".
También en el 2007 tras fallecer el bajista editan un DVD para cerrar el ciclo. Ese DVD se tituló "98/07", que incluía la historia año x año de la banda + homenaje a Niko.
La banda lo sube a la red YouTube para que todos puedan verlo.
La semana del 20 de octubre del 2008 los WDK lanzaron nuevo disco, llamado "Pirata?". La idea de la banda fue distribuirlo por la web oficial para poder cubrir todo el territorio latinoamericano y así llegar a fanáticos de todo el mundo. Y la técnica dio resultado porque con un buen promedio de bajadas diarias, se registraron fanáticos de Uruguay, Estados Unidos, Canadá, Suiza, España, Perú y Colombia, donde jamás se presentó la banda. También lo bajaron desde Paraguay, Chile, México, Guatemala.
Presentando Pirata? la banda se va de gira por México, haciendo antes una tocada en un festival importante de Guatemala donde más de 20 000 personas los aplaudieron y bailaron enardecidos con sus ritmos.
En 2012 graban su cuarto y último LP titulado "1&2", pero ya la banda pierde conexión entre sus miembros, y luego de la presentación de dicho disco en El Teatro (Flores) la banda se separa.
En 2018 la banda se vuelve a reunir para festejar sus 20 años de carrera en un show colmado de seguidores. Luego de hacer unas cuantas presentaciones durante 2019 WDK vuelve al sótano a la espera del desenlace de la decadencia mundial.
Pablo Spektro, vocalista de WDK, desde 2012 en adelante comenzó 2 nuevos proyectos musicales. Uno es "Spektro's", una banda de rock combativo en la cual habla sobre temas conspirativos, realidad mundial y protesta en general.
También lleva a cabo un proyecto new wave pop ochentoso llamado "Carmen" junto al baterista de Los Telépatas Dan Martinotti.
Otros de los integrantes llevan a cabo proyectos paralelos como VADE ROMA, SER ALOHA, entre otros.

## Discografía
- WDK (1998)
- Sensación Pura (1999)
- Cuentas Pendientes (2002)
- Tu mejor dosis (2002)
- Argh! (2004)
- Homenaje a Niko! (2008)
- Pirata? (2008)
- Chupete (2010)
- 1&2 (2012)